# يوهان غوتليب جورجي
يوهان غوتليب جورجي (بالألمانية: Johann Gottlieb Georgi)‏ (27 أكتوبر 1802 31 ديسمبر 1729), عالم نبات وطبيعة وجغرافي روسي من أصل ألماني وقيل أنه من مقاطعة بوميرانيا الروسية.
رَافق جورجي كل من يوهان بيتر فولك وبيتر سيمون بالاس في رَحَلاتهُما في سيبيريا خلال 1770-1774 وسافر أيضاً إلى أستراخان وجبال الأورال وباشقورتوستان وسُهوب بارابينسك وفي عام 1783 أصبح عضواً في الأكاديمية الروسية للعلوم في سانت بطرسبرغ.
وَقد نشر مُذكراته في ألمانيا عام 1785.